# Systeemgrens

Illustratie van de grens tussen systeem en omgeving

Een systeemgrens is de begrenzing van een systeem, een begrip uit de systeembenadering. In de systeembenadering wordt de systeemgrens gebruikt om te kijken welke interactie er is tussen het systeem (binnen de grens) en de omgeving (buiten de grens).
Het totaal van systeem en omgeving wordt universum genoemd. Het systeem is in interactie met haar omgeving en kan daartoe materiaal, energie en informatie met die omgeving uitwisselen. Het vaststellen van een systeemgrens is een onderdeel van modelvorming, wat het verkrijgen van een vereenvoudigde afbeelding van de werkelijkheid inhoudt.
Verschijnselen die buiten de systeemgrens worden geplaatst noemt men: geëxternaliseerd. Bijvoorbeeld kan men een model denken waarin goederenstromen een rol spelen. De prijs van deze goederen wordt door economische mechanismen bepaald. Indien men enkel een stofstroommodel beschouwt zal men het prijsvormend mechanisme externaliseren en de prijs van de goederen als een externe parameter beschouwen.
De systeemgrens kan weliswaar een ruimtelijke grens zijn, maar is in het algemeen heel abstract. Indien het systeem bijvoorbeeld de ijzer- en staalindustrie in België is, zal men eerder moeten vaststellen welke activiteiten binnen, en welke buiten de systeemgrens vallen. In vakgebieden als de ecologie en de bedrijfskunde worden systeemgrenzen veelvuldig gehanteerd. Ook in, bijvoorbeeld, levenscyclusanalyse, moet men duidelijk aangeven welk systeem men beschouwt.
Bij het beschouwen van een mechanisch systeem kunnen interacties tussen systeem en omgeving bijvoorbeeld bestaan uit mechanische, thermische, elektrische, magnetische krachten en mogelijk diverse fluxen door de systeemgrens. In het geval van een systeem van economische aard zijn goederen en valuta mogelijke interacties tussen het systeem en de omgeving.

## Referentie
- Jan C. Cool, Werktuigkundige Systemen, Delftse Uitgeversmaatschappij BV, ISBN 90 6562 0923
behandelt systeemleer in de werktuigbouwkunde o.a. a.d.h. van meerdere voorbeelden.